# Sainte-Rose, Réunion
Sainte-Rose là một xã thuộc tỉnh Réunion.

## Tham khảo

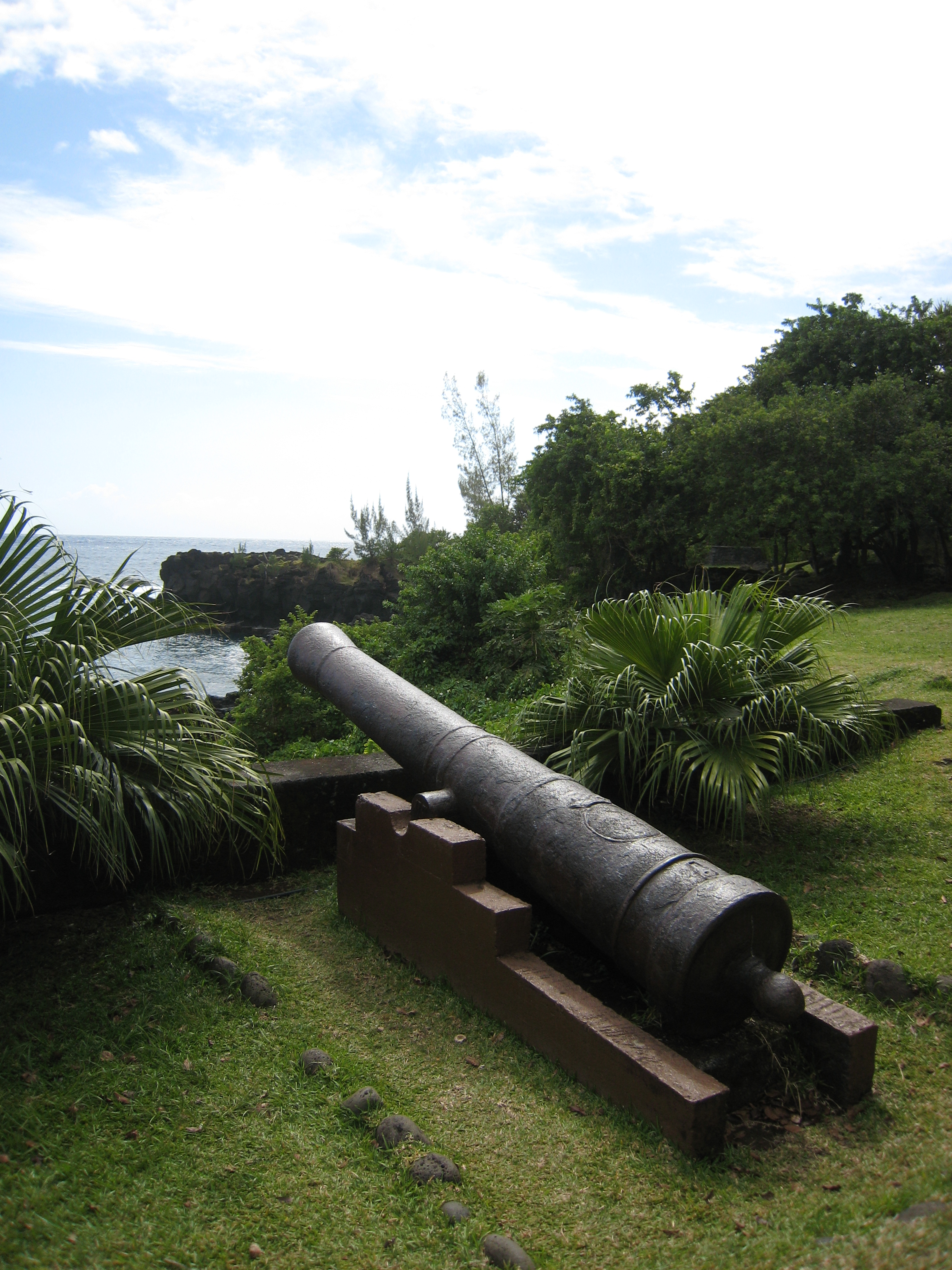
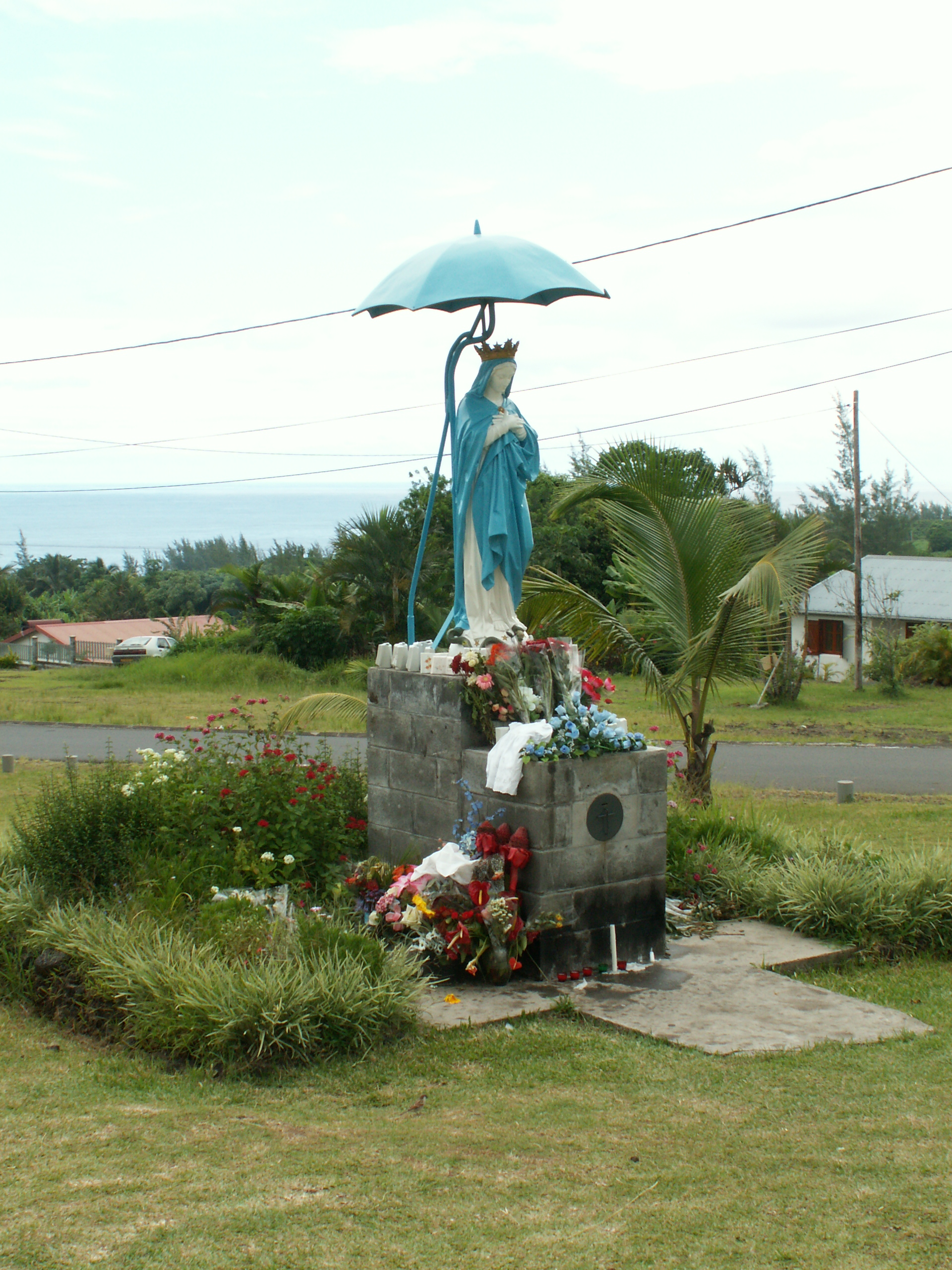
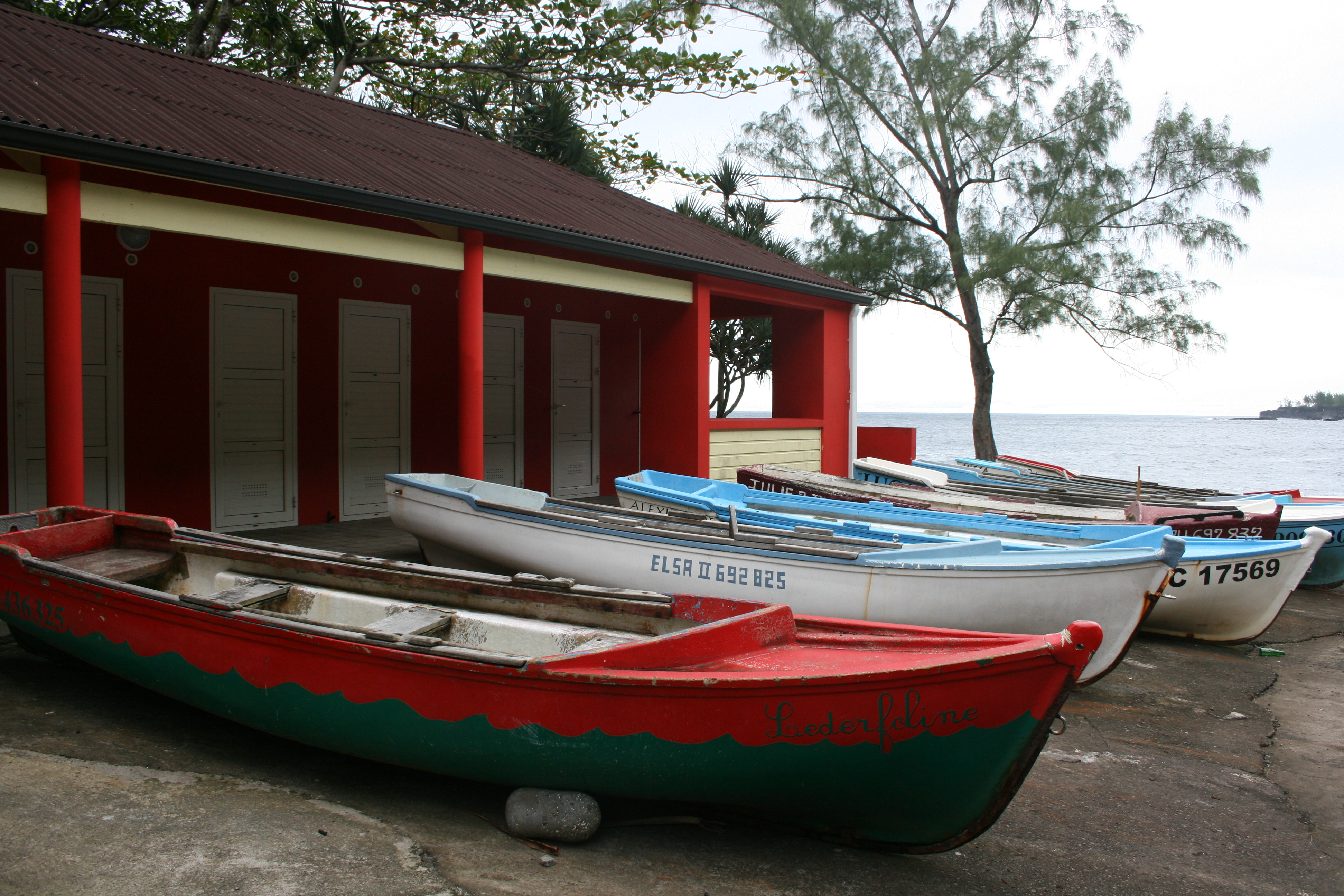
Fischerboote in Anse des Cascades
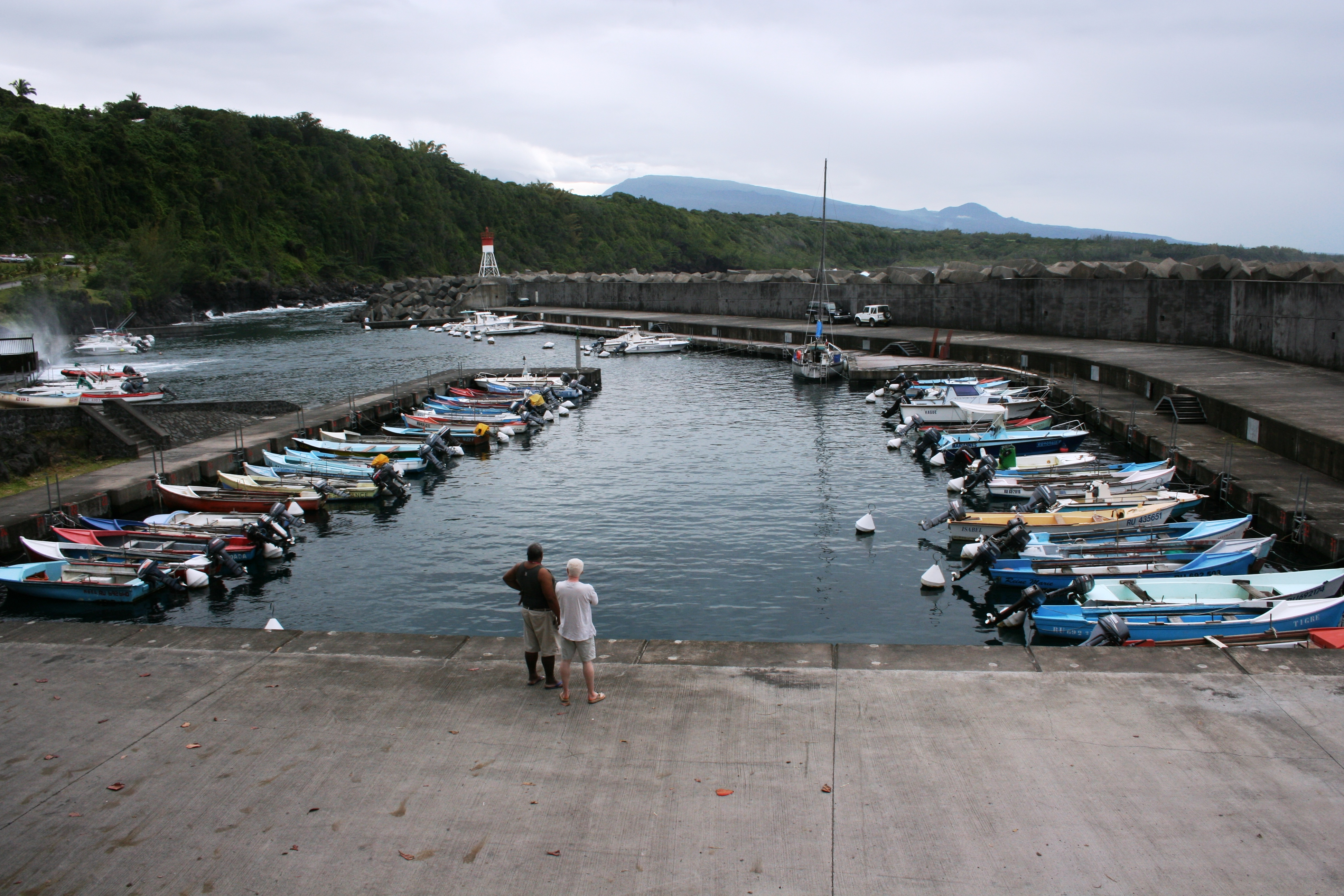
Hafen von Ste.Rose
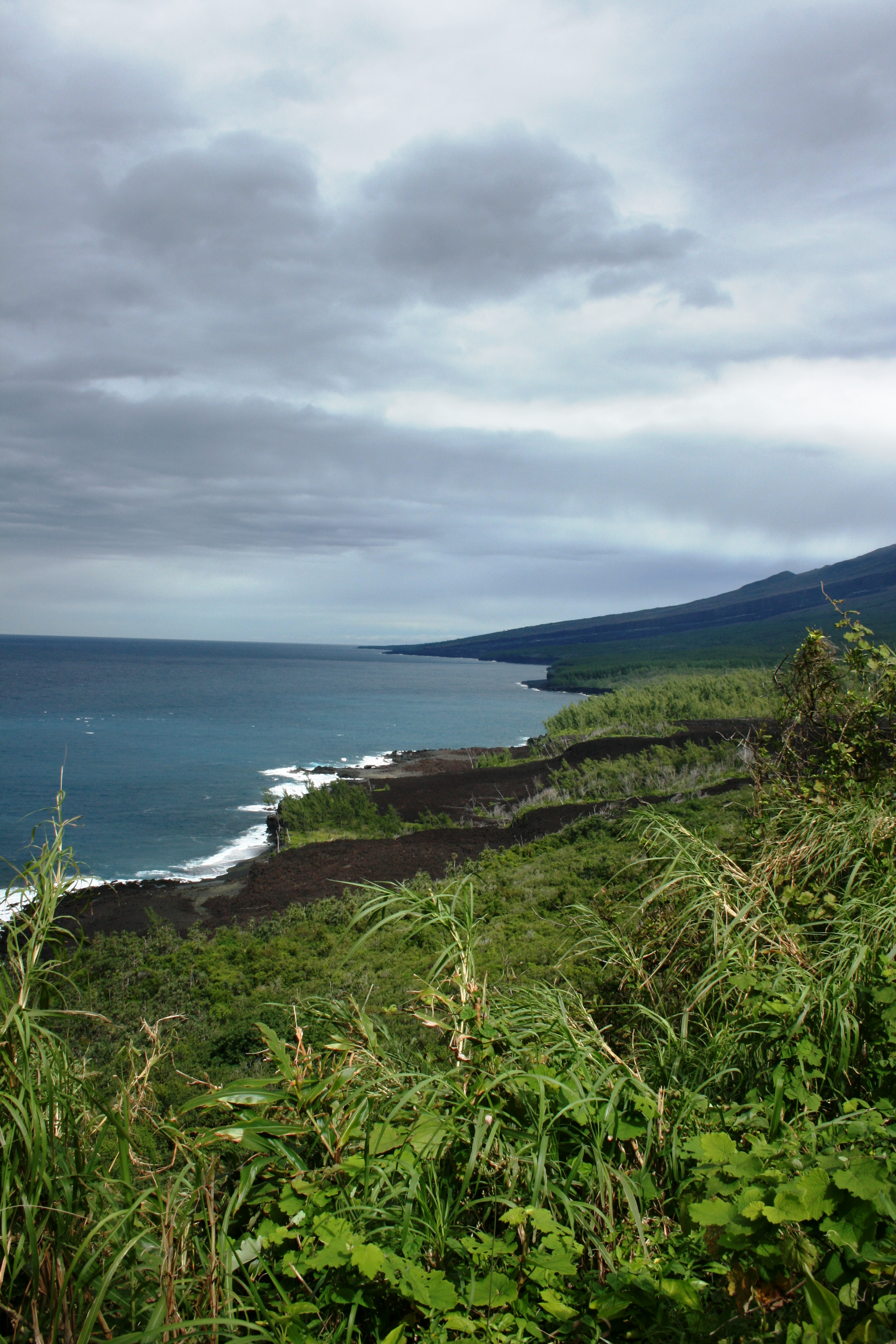
Am Grande Brulée - Vulkanfluss
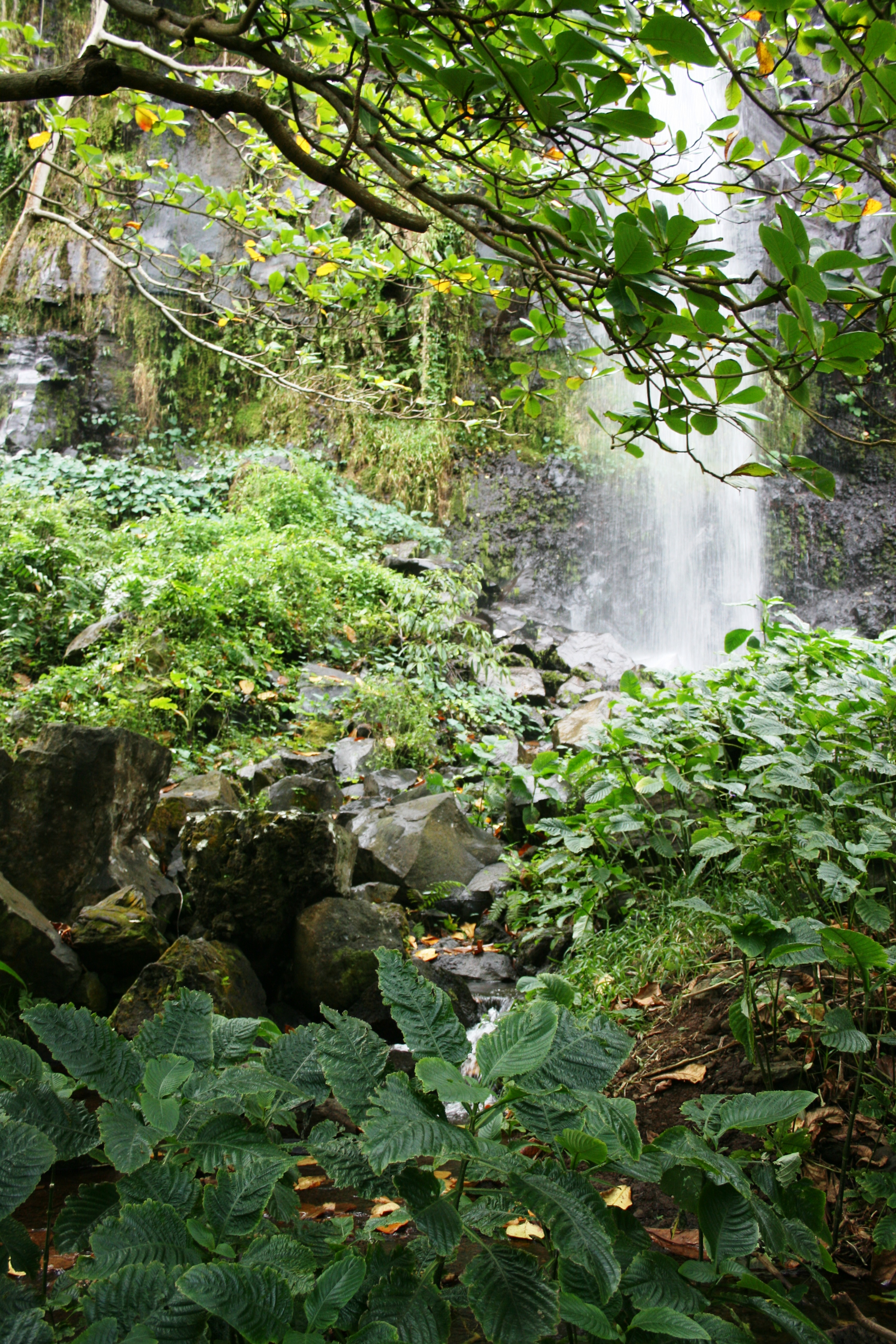
Wasserfall am Anse des Cascades